# Mutterstecher

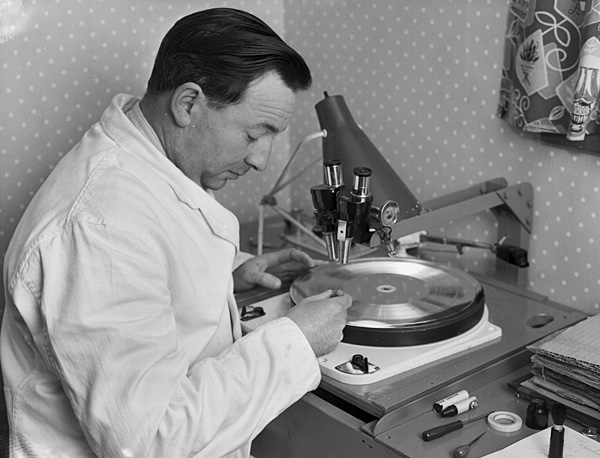
Mutterstecher bei Qualiton Records, Pontardawe (1959)

Der Mutterstecher ist ein Mitarbeiter in einem Schallplattenpresswerk, der im Herstellungsprozess für eine Vinyl-Schallplatte die Pressform, die sogenannte Mutter, bearbeitet.
Bei der Herstellung der Mutter kann es in den Rillen der Platte zu Verunreinigungen gekommen sein. Der Mutterstecher hört die Mutter insbesondere auf Knackgeräusche und Störungen ab. Hier arbeitet er sequentiell, Umdrehung für Umdrehung. Mit einem Mikroskop lokalisiert er das Störgeräusch und beseitigt die Verunreinigung der Mutter mit einem feinen Stichel.
Hat der Stecher mit dem Stichel alle Störgeräusche beseitigt und ist er mit dem Klang zufrieden, so erreicht die Mutter, von der die eigentlichen Pressmatrizen („Söhne“) gefertigt werden sollen, die nächste Station, die Galvanik.